# Hnilčík
Hnilčík és un poble i municipi d'Eslovàquia. Es troba a la regió de Košice, a l'est del país.

## Història
La primera referència escrita de la vila data del 1315.

## Demografia
| Godina             | 1994 | 2004   | 2014   | 2024   |
| ------------------ | ---- | ------ | ------ | ------ |
| Nombre de persones | 490  | 520    | 547    | 535    |
| Diferència         |      | +6,12% | +5,19% | −2,19% |

| Godina             | 2023 | 2024   |
| ------------------ | ---- | ------ |
| Nombre de persones | 548  | 535    |
| Diferència         |      | −2,37% |